# Байто кэйго
Байто кэйго (яп. バイト敬語, кэйго подрабатывающих) — жаргон работников сферы обслуживания. Так как в японском часто «более длинная» фраза считается «более вежливой», неопытные сотрудники ресторанов и магазинов используют грамматически неверные кэйго, которые им самим кажутся более вежливыми, нежели действительные фразы, которые следует употреблять в этой ситуации.
Другие названия этого жаргона — манюару кэйго (яп. マニュアル敬語, прикладные кэйго), комбини кэйго (яп. コンビニ敬語, кэйго небольших магазинов «комбини»).

## Формы

### Xの方は
В литературном японском X но хо: ва означает либо направление, либо предпочтение  (яп. 林檎よりオレンジのほうが好きです ринго ёри орэндзи но хо: га суки дэсу, больше чем яблоки, люблю апельсины). В байто кэйго эта форма используется, во-первых, для указания на место, куда следует сесть клиенту (что технически корректно), а также для выяснения предпочтений посетителя  (яп. ガムシロップの方は如何ですか гаму сироппу но хо: ва икага дэсу ка?, Не желаете ли гумми-сиропа?). Обычно гаму сироппу но хо: ва (га) означает «что касается гаму-сиропа»…

### Nに成ります
Конструкция «N ни наримасу» означает вежливую форму связки в байто кэйго. Например, в ресторане официант, сервируя рис, запечённый с креветками, может сказать:  (яп. 海老ドリアに成ります эби дориа ни наримасу), хотя нормативный вариант —  (яп. 海老ドリアです эби дориа дэсу), или, в крайнем случае,  (яп. 海老ドリアで御座います эби дориа дэ годзаимасу). Использовать в этом случае «-ни наримасу» — грамматическая ошибка: «наримасу» — вежливая форма глагола нару (яп. 成る, становиться), таким образом, фраза официанта означает: «Это будет рисом с креветками». В нормативном японском оборот «X ни наттэ имасу» (и его скромный эквивалент «X то наттэ оримасу» несёт значение «X дэсу», однако он используется при упоминании факта, а не в разговоре о конкретном объекте: « (яп. 当店は全面禁煙と成っております то:тэн ва дзэммэн кинъэн то наттэ оримасу, в нашем ресторане совершенно запрещено курить)».

### お預かりします
Кассиры, когда берут деньги у покупателя, сопровождают это комментарием, например,  (яп. 一万円を預かりします ити ман эн о-адзукари симасу). Глагол адзукару (яп. 預かる) буквально означает «временно брать на хранение». Эта же фраза используется при проверке багажа, однако кассиры обычно деньги не возвращают, поэтому вернее было бы сказать  (яп. 一万円を頂戴します ити ман эн о тё:дай симасу, принимаю с благодарностью эти 10 000 иен).

#### Xから
Кроме ненормативного использования глагола «адзукару» кассиры могут ошибочно вставлять во фразу частицу «кара» (от):  (яп. 一万円からお預かりします ити ман эн кара о-адзукари симасу). Это дополнение придаёт фразе смысл «брать на хранение с десяти тысяч иен».

### いらっしゃいませ今日は
Двойное приветствие　ирассяимасэ коннити ва (яп. いらっしゃいませ今日は) — одна из характерных черт «байто кэйго»; вечером используется фраза ирассяимасэ комбан ва (яп. いらっしゃいませ今晩は). Несмотря на то, что «ирассяимасэ» — обычное вежливое приветствие, поставив его рядом с «коннити ва» говорящий получает нечто вроде «добро́вечер» или «добро́утро».

### お次のお客様
(яп. お次のお客様 о-цуги но о-кяку-сама, многоуважаемый следующий клиент) — это нестандартное кэйго. Пуристы считают, что обычное слово нельзя превратить в кэйго простым добавлением уважительного префикса. Хотя «о-кяку-сама» — это нормальный способ обращения к клиенту, добавление «о-» к слову «следующий» — признак байто кэйго.
Аналогично, неверна форма «(название заказанной еды) +  (яп. のお客様 но о-кяку сама)», например,  (яп. 焼きそばのお客様 якисоба но о-кяку сама): клиент не является якисобой, что можно было бы предположить.

### させて頂きます

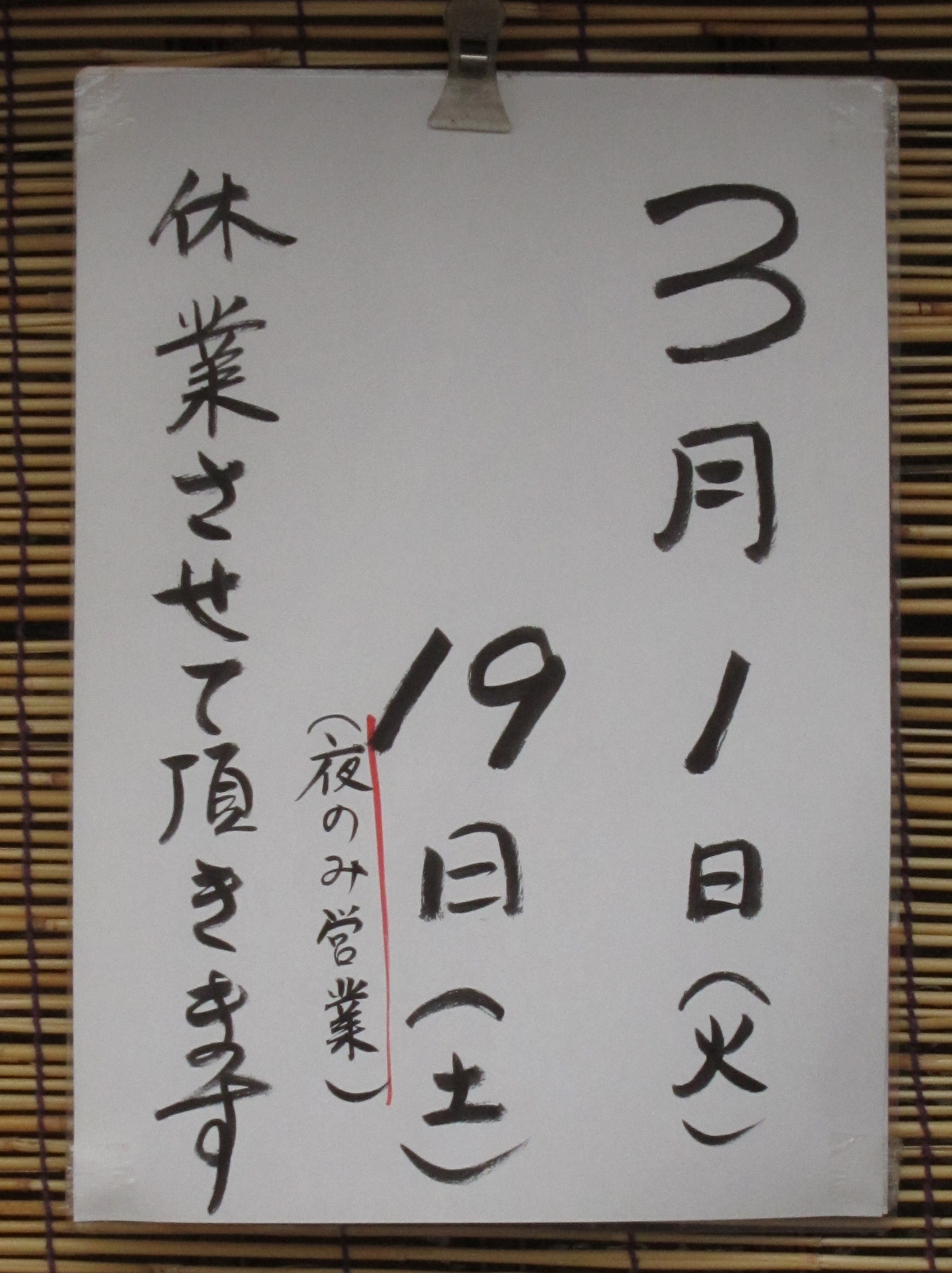
休業させて頂きます

Эта форма глагольного спряжения образована слиянием глаголов  (яп. させる сасэру, позволять или заставлять) и  (яп. 頂く итадаку, получать).